# Grand Prix Formule 1 van de Verenigde Staten 2014
De Grand Prix Formule 1 van de Verenigde Staten 2014 werd gehouden op 2 november 2014 op het Circuit of the Americas. Het was de zeventiende race van het kampioenschap.

## Wedstrijdverslag

### Achtergrond

#### Veranderingen teams
Op 23 oktober werd bekend dat de investeerders die in juni 2014 het Caterham F1 Team kochten, zich terugtrokken van de koop. Een dag later gaf Formule 1-baas Bernie Ecclestone Caterham toestemming om deze race en de volgende race te missen, waar het team ook gebruik van maakte. Op 27 oktober werd bekend dat het moederbedrijf van het Marussia F1 Team ook onder curatele is gesteld en dat het team deze race ook mist.

#### DRS-systeem
Voor het DRS-systeem werden, net als in 2013, twee detectiepunten gebruikt voor twee DRS-zones. Het detectiepunt voor de eerste zone lag tussen de bochten 10 en 11, waarna op het rechte stuk na bocht 11 het systeem mocht worden gebruikt. Het tweede detectiepunt lag voor bocht 19, waarna op het rechte stuk van start/finish het systeem mocht worden gebruikt. Wanneer een coureur bij deze detectiepunten binnen een seconde achter een andere coureur reed, mocht hij zijn achtervleugel open zetten.

### Kwalificatie
Door het wegvallen van Caterham en Marussia werd het kwalificatiesysteem aangepast door de FIA. Waar er normaal gesproken zes afvallers zijn na zowel Q1 als Q2, waren er nu nog vier afvallers na beide sessies.
Mercedes-coureur Nico Rosberg deelde een belangrijke tik uit aan teamgenoot en titelrivaal Lewis Hamilton door op een overtuigende manier de pole-position te pakken. Rosberg klokte een tijd van 1.36.067 en was daarmee vier tienden sneller dan Hamilton.
Williams-coureurs Valtteri Bottas en Felipe Massa kwalificeerden zich daarachter als derde en vierde. Red Bull-coureur Daniel Ricciardo en Fernando Alonso van Ferrari bleven steken op de plekken vijf en zes. Jenson Button was zevende, voor zijn McLaren-teamgenoot Kevin Magnussen. Kimi Räikkönen (Ferrari) en Adrian Sutil completeerden de top-tien, waarbij Sutil de eerste Sauber-coureur van het seizoen was die doorging naar het laatste kwalificatiesegment Q3.
Jenson Button wisselde zijn versnellingsbak voorafgaand aan het raceweekend. Aangezien deze vervanging ongepland was, kreeg hij vijf startplaatsen straf na afloop van de kwalificatie. Sebastian Vettel zal de race vanuit de pitstraat aanvangen nadat zijn team Red Bull de volledige power unit van zijn auto verving. Ondanks eerdere geruchten nam hij wel deel aan de kwalificatiesessies, waarin hij niet voluit reed en als zeventiende eindigde. Toro Rosso-coureur Daniil Kvjat gebruikte zijn zevende motor van het seizoen, waar er maar vijf zijn toegestaan. Hiervoor kreeg hij een straf van tien startplaatsen. Aangezien hij maar drie van deze tien plaatsen kon inlossen, werden de overgebleven zeven plaatsen straf ingelost tijdens de volgende race.

### Race
Lewis Hamilton behaalde de overwinning in de Grand Prix van de Verenigde Staten en behield de leiding in het kampioenschap. De Brit passeerde zijn van pole-position gestarte teamgenoot Nico Rosberg in de 24ste ronde van de race en hield de Duitser gedurende de rest van de wedstrijd achter zich. Hamilton ligt door de overwinning in het kampioenschap 24 punten voor op Rosberg, waarmee de beslissing in de strijd om de wereldtitel definitief in de seizoensafsluiter in Abu Dhabi valt, waar voor het eerst dubbele punten zullen worden uitgedeeld.
Daniel Ricciardo passeerde de teamgenoten Valtteri Bottas en Felipe Massa bij de pitstops en completeerde het podium. Massa en Bottas moesten zich zo tevreden stellen met een vierde en vijfde plaats.
Sebastian Vettel moest vanuit de pits beginnen na de installatie van een geheel nieuwe zesde power unit en begon de race met twee pitstops. Vettel klaagde de gehele wedstrijd steen en been over een gebrek aan vermogen, maar knokte zich na een late bandenwissel naar "softs" knap naar voren. De Duitser kreeg in de laatste ronde Fernando Alonso op de zesde plaats nog in het vizier maar finishte uiteindelijk een halve seconde achter de Spanjaard op de zevende plek. 
Kevin Magnussen werd achtste. Pastor Maldonado finishte als negende en behaalde hiermee zijn eerste punten voor Lotus. Jean-Éric Vergne reed voor Toro Rosso een sterke slotfase van de race, hij werkte zich eerst langs de Lotus van Romain Grosjean en passeerde vervolgens Jenson Button. De Fransman kwam als tiende aan de finish.
Na afloop van de race werden enkele straffen gegeven. Force India-coureur Sergio Pérez probeerde in de eerste ronde Adrian Sutil in te halen, maar reed vervolgens tegen Kimi Räikkönen aan. Hierdoor verloor hij de controle over de auto, waardoor hij tegen Sutil aanreed, wat voor beide coureurs het einde van de race betekende. Pérez kreeg hiervoor zeven startplaatsen straf voor de volgende race en twee strafpunten op zijn racelicentie. Ook Jean-Éric Vergne werd bestraft vanwege een touché bij het inhalen van Romain Grosjean in de slotfase van de race. Hij kreeg vijf seconden tijdstraf, Vergne kreeg ook een strafpunt op zijn racelicentie.

## Vrije trainingen
- Er wordt enkel de top 5 weergegeven.

| Vrije training 1 | Pos | No | Coureur          | Constructeur       | Tijd     |
| ---------------- | --- | -- | ---------------- | ------------------ | -------- |
| Vrije training 1 | 1   | 44 | Lewis Hamilton   | Mercedes           | 1:39.941 |
| Vrije training 1 | 2   | 6  | Nico Rosberg     | Mercedes           | 1:40.233 |
| Vrije training 1 | 3   | 22 | Jenson Button    | McLaren-Mercedes   | 1:40.319 |
| Vrije training 1 | 4   | 26 | Daniil Kvjat     | Toro Rosso-Renault | 1:40.887 |
| Vrije training 1 | 5   | 20 | Kevin Magnussen  | McLaren-Mercedes   | 1:40.987 |
| Vrije training 2 | Pos | No | Coureur          | Constructeur       | Tijd     |
| Vrije training 2 | 1   | 44 | Lewis Hamilton   | Mercedes           | 1:39.085 |
| Vrije training 2 | 2   | 6  | Nico Rosberg     | Mercedes           | 1:39.088 |
| Vrije training 2 | 3   | 14 | Fernando Alonso  | Ferrari            | 1:40.189 |
| Vrije training 2 | 4   | 3  | Daniel Ricciardo | Red Bull-Renault   | 1:40.390 |
| Vrije training 2 | 5   | 19 | Felipe Massa     | Williams-Mercedes  | 1:40.457 |
| Vrije training 3 | Pos | No | Coureur          | Constructeur       | Tijd     |
| Vrije training 3 | 1   | 44 | Lewis Hamilton   | Mercedes           | 1:37.107 |
| Vrije training 3 | 2   | 6  | Nico Rosberg     | Mercedes           | 1:37.990 |
| Vrije training 3 | 3   | 19 | Felipe Massa     | Williams-Mercedes  | 1:38.214 |
| Vrije training 3 | 4   | 77 | Valtteri Bottas  | Williams-Mercedes  | 1:38.437 |
| Vrije training 3 | 5   | 14 | Fernando Alonso  | Ferrari            | 1:38.727 |

Testcoureurs:
 Felipe Nasr (Williams-Mercedes, P8)
 Max Verstappen (Toro Rosso-Renault, P10)

## Kwalificatie
| Pos                 | No | Coureur           | Constructeur         | Q1       | Q2       | Q3       | Grid |
| ------------------- | -- | ----------------- | -------------------- | -------- | -------- | -------- | ---- |
| 1                   | 6  | Nico Rosberg      | Mercedes             | 1:38.303 | 1:36.290 | 1:36.067 | 1    |
| 2                   | 44 | Lewis Hamilton    | Mercedes             | 1:37.196 | 1:37.287 | 1:36.443 | 2    |
| 3                   | 77 | Valtteri Bottas   | Williams-Mercedes    | 1:38.249 | 1:37.499 | 1:36.906 | 3    |
| 4                   | 19 | Felipe Massa      | Williams-Mercedes    | 1:37.877 | 1:37.347 | 1:37.205 | 4    |
| 5                   | 3  | Daniel Ricciardo  | Red Bull-Renault     | 1:38.814 | 1:37.873 | 1:37.244 | 5    |
| 6                   | 14 | Fernando Alonso   | Ferrari              | 1:38.349 | 1:38.010 | 1:37.610 | 6    |
| 7                   | 22 | Jenson Button     | McLaren-Mercedes     | 1:38.574 | 1:38.024 | 1:37.655 | 12   |
| 8                   | 20 | Kevin Magnussen   | McLaren-Mercedes     | 1:38.577 | 1:38.047 | 1:37.706 | 7    |
| 9                   | 7  | Kimi Räikkönen    | Ferrari              | 1:38.669 | 1:38.263 | 1:37.804 | 8    |
| 10                  | 99 | Adrian Sutil      | Sauber-Ferrari       | 1:38.855 | 1:38.378 | 1:38.810 | 9    |
| 11                  | 13 | Pastor Maldonado  | Lotus-Renault        | 1:38.608 | 1:38.467 |          | 10   |
| 12                  | 11 | Sergio Pérez      | Force India-Mercedes | 1:39.200 | 1:38.554 |          | 11   |
| 13                  | 27 | Nico Hülkenberg   | Force India-Mercedes | 1:38.931 | 1:38.598 |          | 13   |
| 14                  | 26 | Daniil Kvjat      | Toro Rosso-Renault   | 1:38.936 | 1:38.699 |          | 17   |
| 15                  | 25 | Jean-Éric Vergne  | Toro Rosso-Renault   | 1:39.250 |          |          | 14   |
| 16                  | 21 | Esteban Gutiérrez | Sauber-Ferrari       | 1:39.555 |          |          | 15   |
| 17                  | 1  | Sebastian Vettel  | Red Bull-Renault     | 1:39.621 |          |          | Pit  |
| 18                  | 8  | Romain Grosjean   | Lotus-Renault        | 1:39.679 |          |          | 16   |
| 107% tijd: 1:43.997 |    |                   |                      |          |          |          |      |

## Race
| Pos | No | Coureur           | Constructeur         | Rondes | Tijd/Oorzaak uitval | Grid | Punten |
| --- | -- | ----------------- | -------------------- | ------ | ------------------- | ---- | ------ |
| 1   | 44 | Lewis Hamilton    | Mercedes             | 56     | 1:40:04.785         | 2    | 25     |
| 2   | 6  | Nico Rosberg      | Mercedes             | 56     | +4.314              | 1    | 18     |
| 3   | 3  | Daniel Ricciardo  | Red Bull-Renault     | 56     | +25.560             | 5    | 15     |
| 4   | 19 | Felipe Massa      | Williams-Mercedes    | 56     | +26.924             | 4    | 12     |
| 5   | 77 | Valtteri Bottas   | Williams-Mercedes    | 56     | +30.992             | 3    | 10     |
| 6   | 14 | Fernando Alonso   | Ferrari              | 56     | +1:35.231           | 6    | 8      |
| 7   | 1  | Sebastian Vettel  | Red Bull-Renault     | 56     | +1:35.734           | Pit  | 6      |
| 8   | 20 | Kevin Magnussen   | McLaren-Mercedes     | 56     | +1:40.682           | 7    | 4      |
| 9   | 13 | Pastor Maldonado  | Lotus-Renault        | 56     | +1:47.870           | 10   | 2      |
| 10  | 25 | Jean-Éric Vergne  | Toro Rosso-Renault   | 56     | +1:48.863           | 14   | 1      |
| 11  | 8  | Romain Grosjean   | Lotus-Renault        | 55     | +1 ronde            | 16   |        |
| 12  | 22 | Jenson Button     | McLaren-Mercedes     | 55     | +1 ronde            | 12   |        |
| 13  | 7  | Kimi Räikkönen    | Ferrari              | 55     | +1 ronde            | 8    |        |
| 14  | 21 | Esteban Gutiérrez | Sauber-Ferrari       | 55     | +1 ronde            | 15   |        |
| 15  | 26 | Daniil Kvjat      | Toro Rosso-Renault   | 55     | +1 ronde            | 17   |        |
| DNF | 27 | Nico Hülkenberg   | Force India-Mercedes | 16     | Motor               | 13   |        |
| DNF | 11 | Sergio Pérez      | Force India-Mercedes | 1      | Schade ongeluk      | 11   |        |
| DNF | 99 | Adrian Sutil      | Sauber-Ferrari       | 0      | Ongeluk             | 9    |        |

## Standen na de Grand Prix

### Coureurs
| Positie | Nummer | Rijder           | Team              | Punten |
| ------- | ------ | ---------------- | ----------------- | ------ |
| 1       | 44     | Lewis Hamilton   | Mercedes          | 316    |
| 2       | 6      | Nico Rosberg     | Mercedes          | 292    |
| 3       | 3      | Daniel Ricciardo | Red Bull-Renault  | 214    |
| 4       | 77     | Valtteri Bottas  | Williams-Mercedes | 155    |
| 5       | 1      | Sebastian Vettel | Red Bull-Renault  | 149    |

### Constructeurs
| Positie | Nummers | Team              | Rijders                           | Punten |
| ------- | ------- | ----------------- | --------------------------------- | ------ |
| 1       | 6 44    | Mercedes          | Nico Rosberg Lewis Hamilton       | 608    |
| 2       | 1 3     | Red Bull-Renault  | Sebastian Vettel Daniel Ricciardo | 364    |
| 3       | 19 77   | Williams-Mercedes | Felipe Massa Valtteri Bottas      | 238    |
| 4       | 7 14    | Ferrari           | Kimi Räikkönen Fernando Alonso    | 196    |
| 5       | 20 22   | McLaren-Mercedes  | Kevin Magnussen Jenson Button     | 147    |